# Liste der Monuments historiques in Sainte-Hélène (Morbihan)
Die Liste der Monuments historiques in Sainte-Hélène (Morbihan) führt die Monuments historiques in der französischen Gemeinde Sainte-Hélène auf.

## Liste der Bauwerke
| Bezeichnung                  | Beschreibung | Standort                  | Kennzeichnung | Schutzstatus | Datum | Bild           |
| ---------------------------- | ------------ | ------------------------- | ------------- | ------------ | ----- | -------------- |
| Brunnen La Fontaine du bourg |              | Rue de la Fontaine (Lage) | PA00091683    | Inscrit      | 1935  | weitere Bilder |

## Liste der Objekte
- Monuments historiques (Objekte) in Sainte-Hélène (Morbihan) in der Base Palissy des französischen Kultusministeriums